# Alborghetti
Luiz Carlos Alborghetti, conhecido mononimamente como Alborghetti (Andradina, 12 de fevereiro de 1945 – Curitiba, 9 de dezembro de 2009), foi um jornalista policial, radialista, apresentador de televisão e político brasileiro. Por dezesseis anos, foi deputado estadual no Paraná.
Entre suas características marcantes estavam o tom inflamado, desafiador, robusto, e o discurso ácido e informal, não raro com o uso de termos chulos para expressar sua indignação. Seu estilo e formato de apresentação foram pioneiros e influenciaram outras personalidades do rádio e televisão policial no Brasil, tais como o apresentador Carlos Massa, o Ratinho, que iniciou a carreira como repórter de Alborghetti.

## Biografia
Alborghetti nasceu em Andradina, extremo oeste do estado de São Paulo, filho de pai italiano e mãe brasileira. Mudou-se aos dezesseis anos para o Rio de Janeiro para estudar. Em 1976, iniciou a carreira de radialista na cidade de Goioerê, Paraná, onde foi apresentador de um programa na Rádio Goioerê. Na cidade, também atuou no extinto jornal “Folha do Vale do Piquiri”.[carece de fontes?] No mesmo ano, mudou-se para Londrina, para trabalhar na Rádio Tabajara, num programa policial que criou e que viria a ser a base do seu programa de televisão, onde relatava os crimes ocorridos na cidade. Três anos mais tarde, Alborghetti estreou o programa de televisão chamado "Cadeia", inicialmente para a cidade de Londrina, sendo ampliado posteriormente para todo o estado do Paraná em 1982.

### Vida política
Em 1982, Alborghetti foi eleito vereador em Londrina e, quatro anos depois, deputado estadual (em 1986, estava filiado ao PMDB), sendo reeleito em 1990 pelo PRN. Em 1992, estreou o Cadeia Nacional, levando seu programa para todo o Brasil, através da Rede OM de Televisão, atual Central Nacional de Televisão (CNT), que possuía em seu quadro de afiliadas a TV Gazeta, canal de São Paulo.
Dois anos mais tarde, deixou, provisoriamente, o comando de seu programa para concorrer a deputado estadual, desta vez pelo PTB. Foi eleito pela terceira vez e, ao retornar ao programa, mudou de emissora e passou a concorrer com o antigo programa, com transmissão voltada apenas para o estado do Paraná, pela então TV Independência, atual RIC Curitiba. Em 1998, deixou o comando deste para tentar a sua terceira reeleição, agora filiado ao PFL, sendo bem-sucedido. Em 2002, tentou novamente a reeleição, sem sucesso, perdendo por cinco mil votos.

### Estilo
Várias características marcaram a atuação de Alborghetti na televisão: o discurso ácido, uma toalha dependurada sobre os ombros, os óculos de leitura, uma caneta entre os dedos da mão direita e um porrete de madeira, que ele usava para descontar sua raiva batendo em qualquer objeto que visse, principalmente em sua mesa, sempre que algo o enfurecia. Um dos seus influenciados foi o apresentador de televisão Carlos Roberto Massa, o Ratinho, que trabalhou como repórter policial para ele por doze anos, tendo sido lançado em seu programa. Com a frase "Esse governador de São Paulo, Fleury, é um bundão!", dirigida ao então governador do estado de São Paulo na época, Luiz Antônio Fleury Filho, ele foi afastado temporariamente do Cadeia Nacional, dando oportunidade para Ratinho apresentar o programa.
Possuía um tom inflamado e desafiador contra a criminalidade, defendendo o linchamento de criminosos e criticando duramente ativistas de direitos humanos, que segundo Alborghetti, seriam "defensores de bandidos". Ao denunciar o tráfico no Rio de Janeiro, nos anos 1990, chamou a facção criminosa Comando Vermelho de "bando de bichas". Também, ao comentar sobre o PCC, chamou seu líder Marcos Camacho (o Marcola) de "bundeiro" e "dador de bunda". Em 1997, através do Ministério Público, Alborghetti impediu que a banda Planet Hemp se apresentasse no Paraná, devido às letras do grupo que consistiam basicamente no apoio à descriminalização do uso da maconha.

### Cadeia Sem Censura
Em 2006, estreou o programa Cadeia Sem Censura, veiculado de segunda a sexta-feira na Rede Intervalo de Comunicação, uma rádio pela internet posteriormente transformada em programa de televisão, baseada em Curitiba. Ficou seis meses no ar, até agosto do mesmo ano. Por falta de patrocinadores, o programa saiu do ar, fazendo com que Alborghetti migrasse para a Rádio Colombo, também de Curitiba. Alguns de seus vídeos acabaram se popularizando na internet, como o episódio em que ele comenta o filme 300.
Ele também passou a ser referenciado na televisão: o programa Hermes e Renato, da MTV Brasil, fez uma paródia entre 2007 a 2008 do programa de Alborghetti no quadro "Chapa Quente", em que o apresentador Bradock faz o papel de jornalista policial e também no programa Pânico na TV da RedeTV! com vinhetas do jornalista dizendo O Capeta existe e outros vídeos clássicos. Em 2018, foi homenageado pelo humorista Márvio Lúcio no Video Show.
Em 7 de maio de 2007, passou a apresentar seu programa Cadeia Sem Censura exclusivamente pela internet, de segunda a sexta-feira, de 10 às 12 horas, e disponibilizava os programas em sua comunidade oficial do Orkut. Estreou, em 3 de março de 2008, o programa Plantão Mais, exibido de segunda a sexta-feira, das 17 às 19 horas, na Rádio Mais AM 1120. Em 4 de agosto de 2008, passou a apresentar o Cadeia Sem Censura na Fusão TV, que foi exibido de segunda a sexta-feira, de 17 às 18 horas.

## Morte
Em março de 2009, descobriu que estava com câncer de pulmão. Desde então, iniciou o tratamento e, com o decorrer do tempo, passou a ser acompanhado por especialistas em sua residência. Em 9 de dezembro de 2009, o apresentador morreu em decorrência da enfermidade. O corpo do apresentador foi velado no saguão da Assembleia Legislativa do Paraná, em 10 de dezembro de 2009. No mesmo dia, o seu corpo foi cremado em Campina Grande do Sul.